# Aurore Erguy
Aurore Erguy (Parigi, 3 agosto 1980) è un'attrice francese.

## Biografia
Dopo essersi formata tra il 1998 e il 2001 presso l'Università Sorbonne Nouvelle, frequentando il Liceo Arte dello Spettacolo
specialità Teatro, si iscrive alla Scuola Professionale d'Arte Drammatica Claude Mathieu a Parigi tra il 1999 e il 2002 e successivamente al Centro Drammatico Nazionale di Sartrouville.
Dopo aver recitato in teatro, nella serie televisiva Il tredicesimo apostolo, e in alcuni cortometraggi, nel 2013 debutta sul grande schermo con il film Sole a catinelle del regista Gennaro Nunziante.
Dal 2018 al 2019 ha interpretato il capitano Roxane Le Goff nella serie Cherif.

## Filmografia

### Cinema
- Sole a catinelle, regia di Gennaro Nunziante (2013)
- Nevermind, regia di Eros Puglielli (2018)

### Televisione
- Il tredicesimo apostolo, regia di Alexis Sweet (2010)
- Non è stato mio figlio, regia di Luigi Parisi e Alessio Inturri (2016)
- Il bello delle donne... alcuni anni dopo, regia di Eros Puglielli (2016)
- Deep, regia di Jean-François Julian - miniserie TV (2016)
- Cherif - serie TV, 20 episodi (2018-2019)

### Cortometraggi
- Soggetto, regia di Giovanni Bocchino (2008)
- La Meute, regia di Brice Pancot (2010)

### Teatro
- Le Maître et Marguerite, regia di Chantal Mélior (2003-2004)
- Jardins Nomades (2006-2011)
- Madame de Pompadour, regia di Olivier Deville (2007-2009)
- Ninon de Lenclos, regia di Olivier Deville (2007-2009)
- Charlotte Corday, regia di Martial Debriffe (2007-2009)
- Art et patrimoine, regia di Noémie Rouvet (2007)
- Shakespeare Circus, regia di Stanley Zancchi (2007)
- Le Dernier Arbre, regia di Annick Wasmer (2008)
- Hinterland, regia di Alain Batis (2012)
- Top Girls, regia di Aurélie Van Den Daele (2010-2012)
- Get Happy, di Damien Macdonald (2013)
- Dans les Veines Ralenties (2013)
- Le Misantrope, regia di Chantal Mélior (2016)
- Maestria, regia di Aurelie Van den Daele (2016)